# Kalaštovský potok
Kalaštovský potok este o arie protejată (arie specială de conservare — SAC, sit de importanță comunitară — SCI) din Slovacia întinsă pe o suprafață de 44,86 ha, integral pe uscat.

## Localizare
Centrul sitului Kalaštovský potok este situat la coordonatele 48°38′33″N 17°14′41″E / 48.642411°N 17.244737°E.

## Înființare
Situl Kalaštovský potok a fost declarat sit de importanță comunitară în octombrie 2011 pentru a proteja 7 specii de animale. Situl a fost protejat și ca arie specială de conservare în august 2011.

## Biodiversitate
Situată în ecoregiunea panonică, aria protejată conține 1 habitat natural: Păduri aluvionare cu Alnus glutinosa și Fraxinus excelsior (Alno-Padion, Alnion incanae, Salicion albae).
La baza desemnării sitului se află mai multe specii protejate:
- mamifere (2): liliac cârn (Barbastella barbastellus), castor (Castor fiber)
- nevertebrate (2): Cordulegaster heros, Cucujus cinnaberinus
- pești (3): zvârluga (Cobitis taenia), țipar (Misgurnus fossilis), boarță (Rhodeus sericeus amarus)

Pe lângă speciile protejate, pe teritoriul sitului au mai fost identificate 2 specii de plante, 6 specii de amfibieni, 27 de specii de nevertebrate, 2 specii de reptile.